# Station Czerwonak
Station Czerwonak is een spoorwegstation in de Poolse plaats Czerwonak.